# FC Groningen
FC Groningen (nederländskt uttal: [ˈɣroːnɪŋə(n)]
 ( lyssna) är en nederländsk fotbollsklubb från Groningen. Klubben grundades 1921 under namnet Groninger Voetbal en Atletiek Vereniging; sitt nuvarande namn fick laget 1971. Hemmamatcherna spelas på arenan Euroborg som invigdes 2005. För klubben har bland andra Ronald Koeman, Luis Suarez, Arjen Robben och Virgil van Dijk spelat.
FC Groningen bildades 1971 med Groninger Voetbal en Atletiek Vereniging som föregångare. Den 3 maj 2015 tog klubben sin första titel i historien, när de besegrade Zwolle med 2-0 i den nederländska cupfinalen. I finalen startade svenskduon Simon Tibbling och Rasmus Lindgren.

## Placering senaste säsonger
| Säsong  | Nivå | Liga       | Placering | Referens | Kommentar             |
| ------- | ---- | ---------- | --------- | -------- | --------------------- |
| 2010/11 | 1    | Eredivisie | 5         | [ 3 ]    |                       |
| 2011/12 | 1    | Eredivisie | 14        | [ 4 ]    |                       |
| 2012/13 | 1    | Eredivisie | 7         | [ 5 ]    |                       |
| 2013/14 | 1    | Eredivisie | 7         | [ 6 ]    |                       |
| 2014/15 | 1    | Eredivisie | 8         | [ 7 ]    |                       |
| 2015/16 | 1    | Eredivisie | 7         | [ 8 ]    |                       |
| 2016/17 | 1    | Eredivisie | 8         | [ 9 ]    |                       |
| 2017/18 | 1    | Eredivisie | 12        | [ 10 ]   |                       |
| 2018/19 | 1    | Eredivisie | 8         | [ 11 ]   |                       |
| 2019/20 | 1    | Eredivisie | x         | [ 12 ]   | (Coronaviruspandemin) |
| 2020/21 | 1    | Eredivisie | 7         | [ 13 ]   |                       |
| 2021/22 | 1    | Eredivisie | 12        | [ 14 ]   |                       |
| 2022/23 | 1    | Eredivisie |           |          |                       |

## Spelare

### Truppen
Uppdaterad trupp: 2021-09-09
| 1  | Nederländerna | Peter Leeuwenburgh | 23 mars 1994   | Cape Town City (-21) |
| 16 | Nederländerna | Jan Hoekstra       | 4 augusti 1998 | FC Groningen         |
| 25 | Nederländerna | Jan de Boer        | 20 maj 2000    | Heerenveen (-19)     |

| 2  | Surinam       | Damil Dankerlui     | 24 augusti 1996  | Willem II (-20)       |
| 3  | Nederländerna | Bart van Hintum     | 16 januari 1987  | Heracles Almelo (-19) |
| 4  | Nederländerna | Wessel Dammers      | 1 mars 1995      | Fortuna Sittard (-20) |
| 5  | Nederländerna | Mike te Wierik      | 8 juni 1992      | Derby County (-21)    |
| 12 | Nederländerna | Radinio Balker      | 3 september 1998 | Almere City (-21)     |
| 15 | Sverige       | Yahya Kalley        | 20 mars 2001     | IFK Göteborg (-21)    |
| 20 | Kroatien      | Marin Sverko        | 4 februari 1998  | Saarbrücken (-21)     |
| 21 | Nederländerna | Neraysho Kasanwirjo | 18 februari 2002 | Ajax (-21)            |
| 40 | Nederländerna | Bjorn Meijer        | 18 mars 2003     | FC Groningen          |

| 6  | Nederländerna | Laros Duarte    | 28 februari 1997 | Sparta Rotterdam (-21) |
| 7  | Slovakien     | Tomáš Suslov    | 7 juni 2002      | Tatran Prešov (-18)    |
| 10 | Sverige       | Daleho Irandust | 4 juni 1998      | BK Häcken (-21)        |
| 26 | Nederländerna | Daniël van Kaam | 23 juni 2000     | FC Groningen           |

| 8  | Nederländerna | Michael de Leeuw     | 7 oktober 1986  | Emmen (-21)        |
| 9  | Norge         | Jörgen Strand Larsen | 6 februari 2000 | Sarpsborg 08 (-20) |
| 11 | Marocko       | Mo El Hankouri       | 1 juli 1997     | Feyenoord (-19)    |
| 14 | Nederländerna | Patrick Joosten      | 14 april 1996   | Utrecht (-20)      |
| 17 | Tunisien      | Sebastian Tounekti   | 13 juli 2002    | Bodö/Glimt (-21)   |
| 19 | Sverige       | Paulos Abraham       | 16 juli 2002    | AIK (-21)          |
| 27 | Belgien       | Cyril Ngonge         | 26 maj 2000     | Waalwijk (-21)     |
| 29 | Nederländerna | Romano Postema       | 7 februari 2002 | FC Groningen       |

### Utlånade spelare
| Nr | Land          | Pos | Namn                                     |
| -- | ------------- | --- | ---------------------------------------- |
|    | Nederländerna | F   | Joël van Kaam (i Emmen till 30 maj 2022) |
|    | Nederländerna | A   | Kian Slor (i Emmen till 30 maj 2022)     |

| Nr | Land     | Pos | Namn                                                      |
| -- | -------- | --- | --------------------------------------------------------- |
|    | Sverige  | MF  | Ramon Pascal Lundqvist (i Panathinaikos till 30 maj 2022) |
|    | Tyskland | MF  | Sam Schreck (i Erzgebirge Aue till 30 maj 2022)           |

### Svenskar i FC Groningen
Rasmus Lindgren skrev på ett fyraårskontrakt med klubben (till och med säsongen 2009-10) i mars 2006, efter att ha varit utlånad till klubben under en säsong av AFC Ajax.  Fredrik Stenman skrev på ett fyraårskontrakt med klubben (säsongerna 2007-08 – 2010-11) i mars 2007.  Marcus Berg skrev på ett fyraårskontrakt med klubben (till och med säsongen 2010-11) i augusti 2007, vid den tidpunkten hade han gjort 14 mål för IFK Göteborg på 17 matcher och ledde den allsvenska skytteligan. 

#### Lista
- Jan Nordström (1971–1974)[1]
- Mathias Rosén (1995–1998)[1]
- Magnus "Ölme" Johansson (1998– 2003)[1]
- Mathias Florén (2001–2006)[1]
- Rasmus Lindgren (2005–2008)
- Fredrik Stenman (2007–2011)
- Marcus Berg (2007–2009)
- Andreas Granqvist (2008–2011)
- Petter Andersson (2008–2012)
- Emil Johansson (2011–2014)
- Dino Islamovic (2014–2016)
- Simon Tibbling (2015–2017)
- Joel Asoro (2019–2020 )
- Ramon Pascal Lundqvist (2019– )
- Gabriel Gudmundsson (2019– )
- Paulos Abraham (2021– )
- Alex Mortenssen (2022- )

### Fotnoter
1. 1 2 3 4 5 6  Rasmus en välbevarad hemlighet Arkiverad 25 februari 2008 hämtat från the Wayback Machine., Helsingborgs Dagblad på Internet. Publicerat 22 oktober 2007, läst 22 september 2010.
2. ↑  Danielson, Tobias (4 maj 2015). ”Tibbling efter historiska cupguldet: "Det största jag varit med om"”. fotbollskanalen.se. http://www.fotbollskanalen.se/andra-ligor/tibbling-efter-historiska-cupguldet-det-storsta-jag-varit-med-om/. Läst 18 juli 2015.
3. ↑  http://www.rsssf.com/tablesn/ned2011.html#ere
4. ↑  http://www.rsssf.com/tablesn/ned2012.html#ere
5. ↑  http://www.rsssf.com/tablesn/ned2013.html#ere
6. ↑  http://www.rsssf.com/tablesn/ned2014.html#ere
7. ↑  http://www.rsssf.com/tablesn/ned2015.html#ere
8. ↑  http://www.rsssf.com/tablesn/ned2016.html#ere
9. ↑  http://www.rsssf.com/tablesn/ned2017.html#ere
10. ↑  http://www.rsssf.com/tablesn/ned2018.html#ere
11. ↑  http://www.rsssf.com/tablesn/ned2019.html#ere
12. ↑  http://www.rsssf.com/tablesn/ned2020.html#ere
13. ↑  http://www.rsssf.com/tablesn/ned2021.html#ere
14. ↑  http://www.rsssf.com/tablesn/ned2022.html#ere
15. ↑  ”FC Groningen - Club's profile”. www.transfermarkt.co.uk. http://www.transfermarkt.co.uk/fc-groningen/startseite/verein/202.
16. ↑  ”Lindgren stannar i Groningen”. DN.se. 1 mars 2006. http://www.dn.se/DNet/jsp/polopoly.jsp?d=672&a=525654&previousRenderType=2. Läst 5 september 2007.
17. ↑  ”Stenman till Groningen”. GP.se. 28 mars 2007. Arkiverad från originalet den 30 september 2007. https://web.archive.org/web/20070930182953/http://www.gp.se/gp/jsp/Crosslink.jsp?d=360&a=335986. Läst 5 september 2007.
18. ↑  ”Berg klar för Groningen”. Sveriges Television. 10 augusti 2007. https://www.svt.se/sport/artikel/berg-klar-for-groningen. Läst 5 september 2007.